# Vagnbjörn

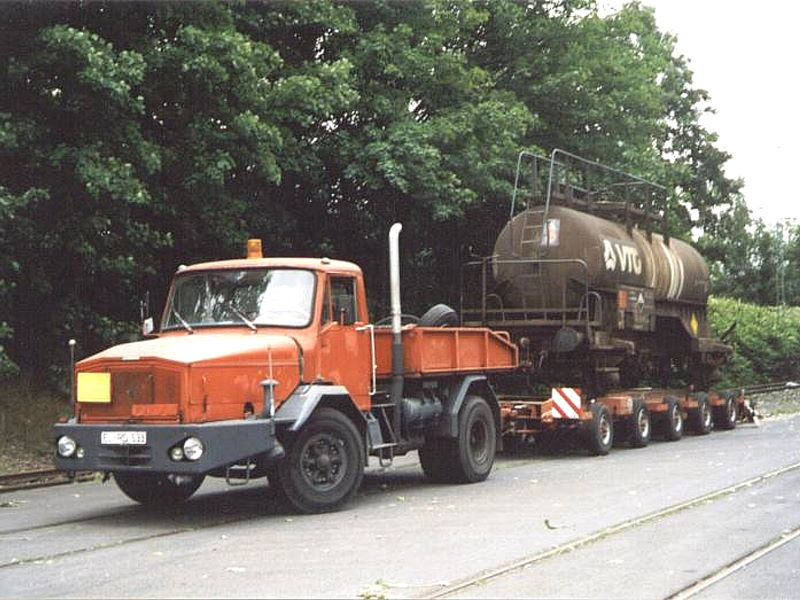
Vagnbjörn.

Vagnbjörn är en anordning, oftast utförd som en stor låglastande släpvagn på vilken man kan lasta en järnvägsvagn för vidare befordran på landsväg till exempelvis industri som saknar järnvägsförbindelse. En begränsning är att vagnbjörnen troligen blir för hög, bred och tung för landsväg om det är en järnvägsvagn på. Det kan lösas med särskilda tillstånd om den aktuella vägen klarar det.
Under bygget av Citytunneln i Malmö 2005–2010 användes en lastbilstrailer försedd med räler på lastytan, för att transportera järnvägsvagnarna som annars skulle ha färdats på Limhamnsspåret. Denna lösning av transportuppgiften är dock rent tekniskt inte en vagnbjörn även om den stundom ändå kan gå under denna benämning.

### Notförteckning
1. ↑  ”Trafiken stängs av när 130 ton rullar in i Malmö”. Sydsvenskan. 23 juli 2005. https://www.sydsvenskan.se/2005-07-23/trafiken-stangs-av-nar-130-ton-rullar-in-i-malmo. Läst 29 december 2018.